# Green New Deal
El Green New Deal (GND) és un conjunt de proposicions legislatives dels Estats Units amb l'objectiu d'orientar les polítiques de cara al canvi climàtic i la desigualtat econòmica. El nom New Deal fa referència al conjunt de reformes socials i econòmiques i projectes públics endegats pel President Franklin D. Roosevelt en resposta a la Gran Depressió. De manera que el GND combina l'enfocament econòmic de Roosevelt amb idees modernes com el recurs a l'energia renovable i a l'eficiència.
La seva implantació a la Unió Europea es coneix com el Pacte Verd Europeu.